# Pyura tunica
Pyura tunica är en sjöpungsart som beskrevs av Kott 1969. Pyura tunica ingår i släktet Pyura och familjen lädermantlade sjöpungar. Inga underarter finns listade i Catalogue of Life.